# Go the Distance
Go the Distance（ゴー・ザ・ディスタンス）はディズニーのアニメ映画『ヘラクレス』の主題歌である。
オリジナル版ではマイケル・ボルトン、日本語吹替版では藤井フミヤによって歌唱された。
ディズニーが製作した映画のテーマ曲を日本人が歌うのはこれが初めて。

## オリジナル版
1997年5月27日にリリースされた。Billboard Hot 100での最高位は24位。Billboard Hot 100史上、ディズニーのアニメ映画の楽曲としては第9位のヒット曲である（2022年4月9日付時点）。

## 日本版
1997年7月18日に、藤井の13枚目のシングルとして、リリース。藤井がチェッカーズ時代から14年所属してきたポニーキャニオンで発売した最後のシングル。本作がディズニー関連であるため、ポニーキャニオンで発売したシングルとして唯一、ディズニー専門レーベル「ウォルト・ディズニー・レコード」からリリース。同年第48回NHK紅白歌合戦に出場。その後、藤井の紅白出場は2023年の第74回まで26年途絶えることとなった。PVは「ヘラクレス」特典映像として収録されている。

### 収録曲
全曲編曲：富田素弘
1. Go the Distance
日本語詞：藤井フミヤ、作詞：David Zippel、作曲：Alan Menken
2. 夢はひそかに　A Dream Is a Wish Your Heart Makes 
日本語詞：片桐和子、作詞・作曲：Mack David、Al Hoffman、Jerry Livingston、
3. Go the Distance （Instrumental）
4. 夢はひそかに　A Dream Is a Wish Your Heart Makes （Instrumental）

#### 品番
- PCDW-00004

#### 価格
- 1020円

#### 収録アルバム
- シングルス (#1)